# Stensjön (Ströms socken, Jämtland)
Stensjön är en sjö i Strömsunds kommun i Jämtland och ingår i Ångermanälvens huvudavrinningsområde. Sjön har en area på 3,64 kvadratkilometer och ligger 486,1 meter över havet. Sjön avvattnas av vattendraget Flåsjöån (Stensjöbäcken).

## Delavrinningsområde
Stensjön ingår i det delavrinningsområde (715307-147238) som SMHI kallar för Utloppet av Stensjön. Medelhöjden är 525 meter över havet och ytan är 17,4 kvadratkilometer. Det finns inga avrinningsområden uppströms utan avrinningsområdet är högsta punkten. Flåsjöån (Stensjöbäcken) som avvattnar avrinningsområdet har biflödesordning 3, vilket innebär att vattnet flödar genom totalt 3 vattendrag innan det når havet efter 262 kilometer. Avrinningsområdet består mestadels av skog (70 procent). Avrinningsområdet har 4,03 kvadratkilometer vattenytor vilket ger det en sjöprocent på 23,2 procent.